# Jean Dockx
Jean Dockx (24. května 1941 Sint-Katelijne-Waver – 15. ledna 2002 Bonheiden) byl belgický fotbalista, záložník. Po skončení aktivní kariéry působil jako trenér.

## Fotbalová kariéra
Začínal ve 2. belgické lize v týmu KV Mechelen. V belgické lize hrál kromě KV Mechelen i za RWD Molenbeek a RSC Anderlecht. V belgické lize nastoupil ve 394 utkáních a dal 45 gólů. S Anderlechtem získal v letech 1971 a 1974 mistrovský titul, v letech 1972, 1973, 1975 a 1976 belgický pohár, v letech 1976 a 1978 vyhrál s Anderlechtem i Pohár vítězů pohárů a Superpohár UEFA. V Poháru mistrů evropských zemí nastoupil v 10 utkáních, v Poháru vítězů pohárů nastoupil ve 25 utkáních, v Poháru UEFA nastoupil ve 2 utkáních a v Superpoháru UEFA nastoupil ve 2 utkáních. Za reprezentaci Belgie nastoupil v letech 1967-1975 ve 35 utkáních a dal 3 góly. Byl členem belgické reprezentace na Mistrovství světa ve fotbale 1970, nastoupil ve 3 utkáních a na Mistrovství Evropy ve fotbale 1972, kdy nastoupil ve 2 utkáních a získal s týmem bronzovou medaili za 3. místo.

## Ligová bilance
| Ročník                     | Zápasy | Góly | Klub           |
| -------------------------- | ------ | ---- | -------------- |
| Tweede klasse 1959/60      | -      | -    | KV Mechelen    |
| Tweede klasse 1960/61      | -      | -    | KV Mechelen    |
| Tweede klasse 1961/62      | -      | -    | KV Mechelen    |
| Tweede klasse 1962/63      | -      | -    | KV Mechelen    |
| Jupiler Pro League 1963/64 | 19     | 0    | KV Mechelen    |
| Tweede klasse 1964/65      | -      | -    | KV Mechelen    |
| Jupiler Pro League 1965/66 | 20     | 1    | KV Mechelen    |
| Jupiler Pro League 1966/67 | 28     | 4    | RWD Molenbeek  |
| Jupiler Pro League 1967/68 | 28     | 4    | RWD Molenbeek  |
| Jupiler Pro League 1968/69 | 28     | 4    | RWD Molenbeek  |
| Jupiler Pro League 1969/70 | 28     | 12   | RWD Molenbeek  |
| Jupiler Pro League 1970/71 | 29     | 8    | RWD Molenbeek  |
| Jupiler Pro League 1971/72 | 30     | 5    | RSC Anderlecht |
| Jupiler Pro League 1972/73 | 28     | 2    | RSC Anderlecht |
| Jupiler Pro League 1973/74 | 30     | 0    | RSC Anderlecht |
| Jupiler Pro League 1974/75 | 34     | 3    | RSC Anderlecht |
| Jupiler Pro League 1975/76 | 35     | 0    | RSC Anderlecht |
| Jupiler Pro League 1976/77 | 32     | 1    | RSC Anderlecht |
| Jupiler Pro League 1977/78 | 25     | 1    | RSC Anderlecht |
| CELKEM 1. liga             | 394    | 45   |                |

## Trenérská kariéra
Jako trenér vedl RWD Molenbeek, Royal Antwerp FC a RSC Anderlecht.